# Arte en la Escocia medieval

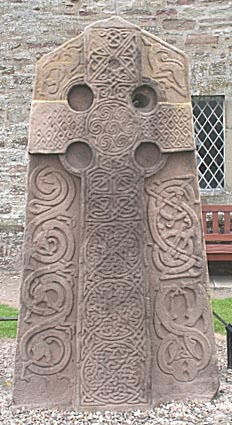
Clase II de piedra Kirkyard c. 800, en la pequeña parroquia de Aberlemno, cerca del concejo Angus.

El arte en la Escocia medieval no incluye todas las formas de producción artística dentro de las fronteras modernas de Escocia, entre el siglo V y la adopción del Renacimiento a principios del siglo XVI. A principios de la Edad Media, había evidentes culturas materiales en las diferentes federaciones y reinos dentro de lo que ahora es Escocia. El arte picto era el único estilo medieval escocés; se puede ver en la extensa supervivencia de piedras talladas, particularmente en el norte y este del país, que contienen una variedad de imágenes y patrones recurrentes. También se puede ver en elaborados trabajos en metal que sobreviven en tesoros enterrados. Arte irlandés-escocés del reino de Dál Riata sugiere que fue uno de los lugares, como una encrucijada entre culturas, donde se desarrolló el estilo Insular.
El arte insular es el nombre dado al estilo común que se desarrolló en Gran Bretaña e Irlanda a partir del siglo VIII y que tuvo una gran influencia en la Europa continental y contribuyó al desarrollo de los estilos románico y gótico. Se puede ver en joyas elaboradas, a menudo haciendo un uso extensivo de piedras semipreciosas, en cruces mayores talladas especialmente en las Tierras Altas e Islas, pero distribuidas en todo el país y particularmente en los manuscritos ilustrados altamente decorados como el Libro de Kells, que puede haber sido comenzado, o creado completamente en el centro monástico de Iona.
Escocia adoptó el estilo románico relativamente tarde y retuvo y revivió elementos de su estilo después de que el estilo gótico se hubiera convertido en dominante a partir del siglo XIII. Gran parte de la mejor obra de arte escocesa de la Alta y Media Edad Media fue de naturaleza religiosa y se realizó en metal y madera, y no ha sobrevivido al impacto del tiempo y la Reforma. Sin embargo, existen ejemplos de escultura como parte de la arquitectura de la iglesia, incluida la evidencia de interiores de iglesias elaboradas. Desde el siglo XIII hay un número relativamente grande de efigies monumentales. La artesanía nativa se puede ver en gran variedad de artículos. La ilustración visual se encuentra en la iluminación de los manuscritos y en las supervivencias ocasionales de las pinturas de las iglesias. Las copias sobrevivientes de retratos individuales son relativamente escasas.

## Principios de la Edad Media

### Piedras pictas

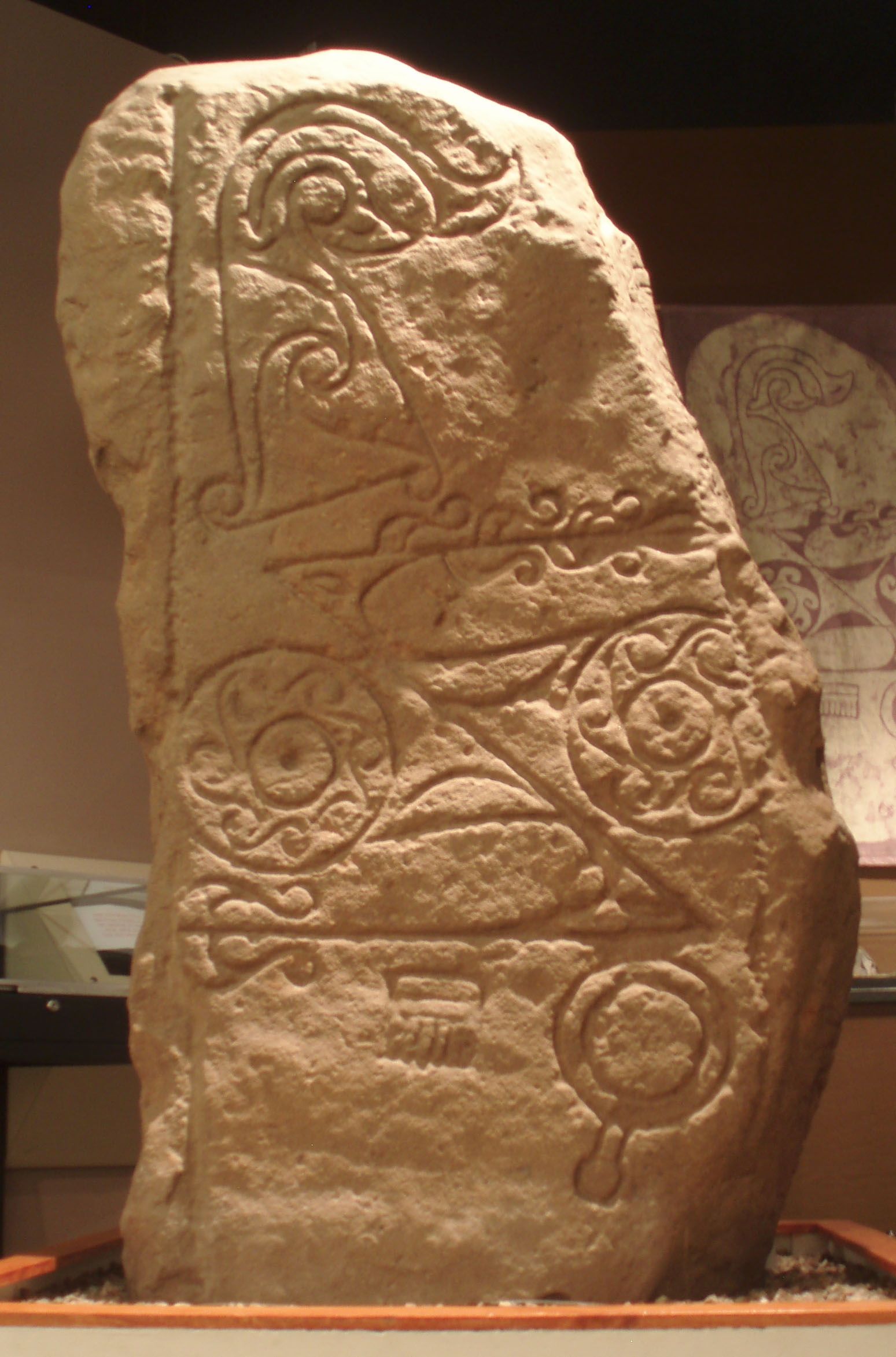
La piedra de Dunnichen, de Clase I, con incisiones de símbolos picto

Cerca de 250 piedras pictas sobreviven y han sido asignadas por los eruditos en tres clases.
Las piedras de clase I son las que se cree que datan de la época hasta el siglo VII y son el grupo más numeroso. Las piedras se muestran en gran parte sin forma e incluyen símbolos incisos de animales como peces y la bestia picta, objetos cotidianos como espejos, peines y diapasones y símbolos abstractos definidos por nombres que incluyen varilla en V, doble disco y varilla en Z. Se encuentran entre el Fiordo de Forth y las Islas Shetland. Las mayores concentraciones se encuentran en Sutherland, alrededor de la moderna Inverness y Aberdeen. Buenos ejemplos incluyen las piedras Dunrobin (Sutherland) y Aberlemno ( Angus).
Las piedras de la clase II son losas cuidadosamente formadas que datan de la llegada del cristianismo en los siglos VIII y IX, con una cruz en una cara y una amplia gama de símbolos en el reverso. En cantidades más pequeñas que las piedras de Clase I, predominan en el sur de Pictland, en Perth, Angus y Fife. Buenos ejemplos incluyen Glamis, que contiene una cruz celta finamente ejecutada en la cara principal con dos figuras masculinas opuestas, un centauro, un caldero, una cabeza de ciervo y un símbolo de triple disco y en Cossans, (Angus), que muestra un bote picto de proa alta con remeros y una figura mirando hacia adelante en la proa.
Las piedras de Clase III se superponen cronológicamente con las piedras de Clase II. La mayoría son tablas cruzadas de formas elaboradas e incisas, algunas con escenas figurativas, pero carentes de símbolos pictos idiomáticos. Están ampliamente distribuidas, pero predominan en las áreas del sur de Pictish.

### Metales pictos

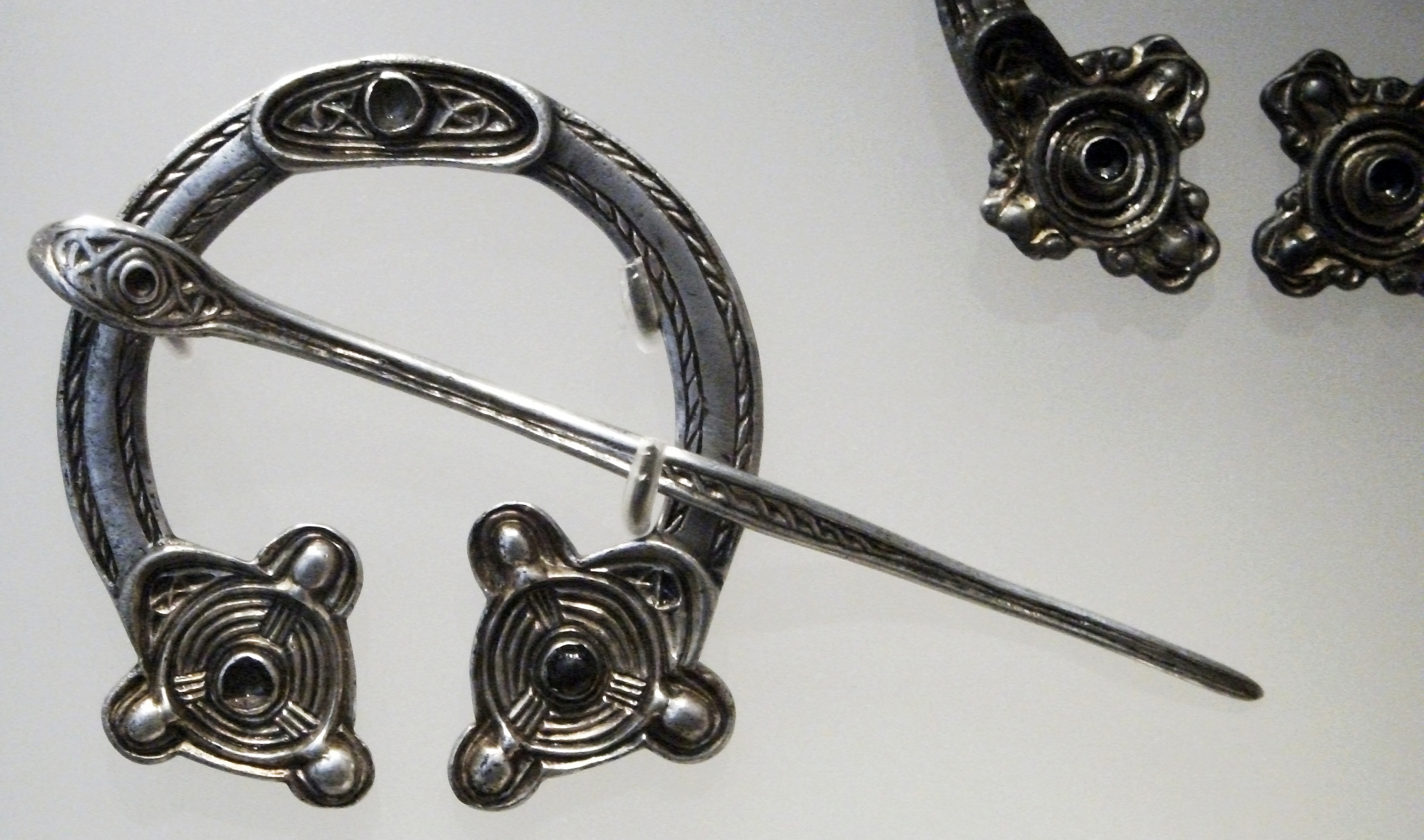
Broche pennanular del tesoro de san Ninian.

Se han encontrado objetos de metalistería en todo Pictland. Los primeros pictos parecen haber tenido una cantidad considerable de plata disponible, probablemente por incursionar más al sur, o el pago de subsidios para evitar que lo hiciesen. La gran cantidad de fragmentos romanos de plata encontrado cortados y doblados como lingotes en Traprain Law puede haberse originado de cualquier manera, entre una de ellas por haber sido utilizado por os romanos en su trato con las tribus pictas. El tesoro más grande de los primeros trabajos en metal picto fue encontrado en 1819 en la Norrie's Law en Fife, pero lamentablemente mucho se dispersó y fundió. Se han encontrado, de este mismo periodo, más de diez cadenas pesadas de plata, algunas de más de 0.5 metros de largo; la Cadena Whitecleuch de doble enlace, es uno de las dos únicas que tienen un anillo penanular, con una decoración de símbolos que incluye esmalte y que muestra cómo estos probablemente se usaron como collares de «gargantilla». El Tesoro de san Ninian de 28 objetos dorados y plateados, contiene quizás la mejor colección de formas pictas tardías, del período cristiano, cuando el estilo del metal picto, al igual que el tallado en piedra, se fusionó gradualmente con el arte insular, el anglosajón y el de los vikingos.

### Arte irlandés-escocés

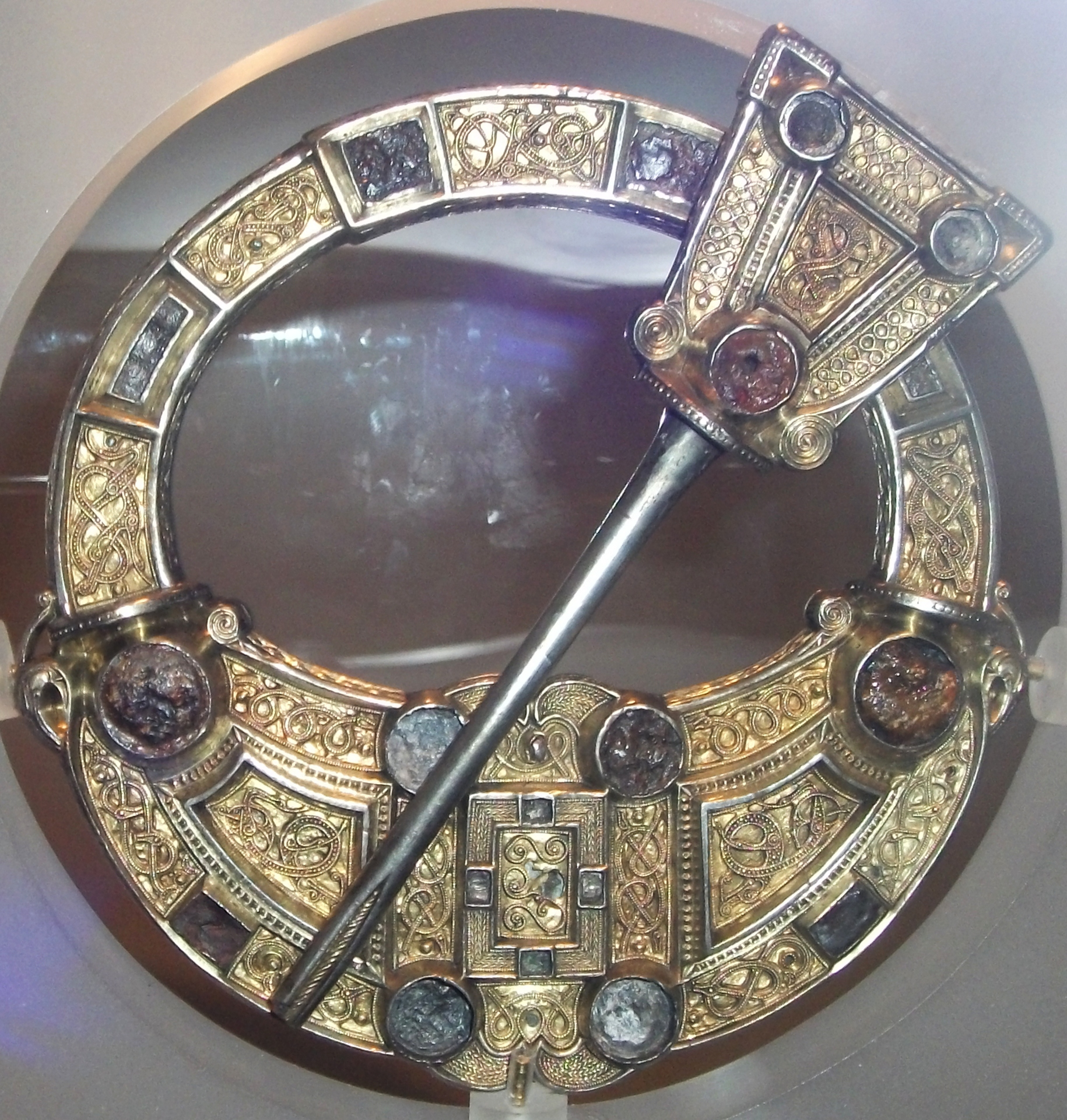
La parte delantera del Broche Hunterston, encontrado cerca de Hunterston, Ayrshire, y que muestra elementos irlandeses de estilo, pudo haber sido hecha en el reino de Dál Riata.

Thomas Charles-Edwards ha sugerido que el reino de Dál Riata era una encrucijada entre los estilos artísticos de los pictos y los de Irlanda, con los cuales los colonos escoceses en lo que ahora es Argyll mantuvieron estrechos contactos. Esto se puede ver en las representaciones encontradas en las excavaciones de la fortaleza de Dunadd, que combinan elementos pictos e irlandeses. Además incluye la evidencia extensa para la producción de joyas y moldes de alto estatus del siglo VII que indican la producción de piezas similares al broche Hunterston, encontrado en Ayrshire, que pudo haberse hecho en Dál Riata, pero con elementos que sugieren orígenes irlandeses. Estos y otros hallazgos, incluyendo un disco de tazón colgante decorado con espiral de trompeta y una decoración animal estampada, tal vez de un cuerno para beber, indican las formas en que Dál Riata fue uno de los lugares donde se desarrolló el estilo Insular. En los siglos VIII y IX, la elite picta adoptó verdaderos broches penannulares con terminales lobuladas de Irlanda. Algunos broches pseudopenannulares irlandeses más antiguos se adaptaron al estilo picto, por ejemplo, el Broche de Breadalbane (Museo Británico). El relicario Monymusk del siglo VIII tiene elementos de estilo picto y irlandés.

### Arte anglosajón temprano

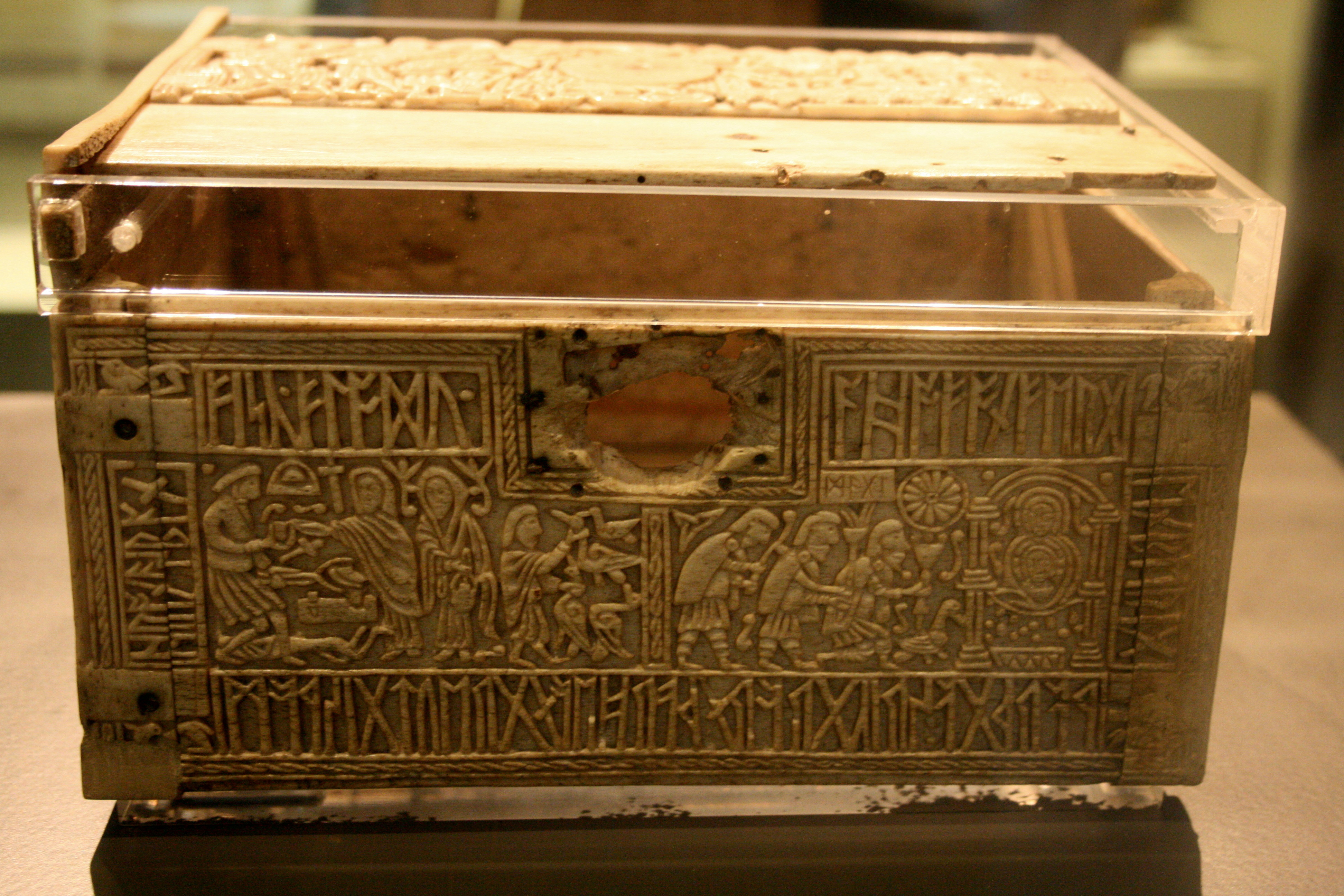
Cofre de Franks o Auzon, exhibido en el Museo Británico.

Los primeros ejemplos de arte anglosajón son en gran parte trabajo de metal, particularmente pulseras, broches y joyas, que han sobrevivido en entierros paganos y en artículos excepcionales como el cofre de Auzon o de Franks Casket intrincadamente tallado, que se cree que se produjo en Northumbria a principios del siglo VIII, combina motivos paganos, clásicos y cristianos. Hay únicamente un entierro pagano conocido en Escocia, en Dal o Auzonmeny Midlothian, que contiene un collar de cuentas similar a las encontradas en el sur de Inglaterra a mediados del siglo VII. Otros hallazgos aislados incluyen un objeto de oro de Dalmeny, con forma de pirámide truncada, realizada con filigrana y granate, similar a las monturas de arnés de espada encontradas en Sutton Hoo. También hay un telar en Yetholm, Roxburghshire y un anillo con una inscripción rúnica de Anglia. Desde el este de Escocia, hay una empuñadura de espada del siglo VII de Culbin Sands, Moray. Después de la cristianización en los estilos artísticos del siglo VII en Northumbria, que luego llegó al Firth of Forth, interactuó con aquellos en Irlanda y lo que ahora es Escocia para formar parte del estilo común que los historiadores han identificado como Arte Insular o hiberno-sajón.

### Arte insular o hiberno-sajón

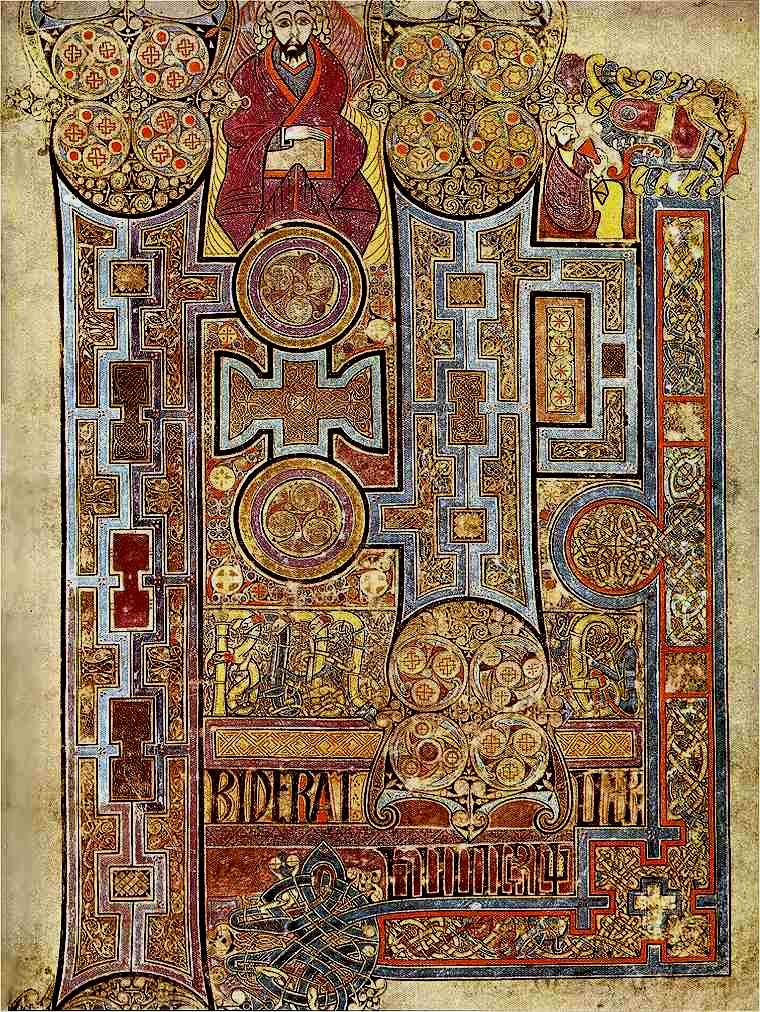
Página de inicio del Evangelio de Juan del Libro de Kells, realizado seguramente en Iona.

El arte insular, o arte hiberno-sajón, es el nombre dado al estilo común producido en Escocia, Gran Bretaña y la Inglaterra anglosajona desde el siglo VII, con la combinación de formas celtas y anglosajonas. Ejemplos sobrevivientes de arte insular se encuentran en trabajos de metalistería, tallado, pero principalmente en manuscritos iluminados. En los manuscritos, las superficies están altamente decoradas con patrones intrincados, sin intentar dar una impresión de profundidad, volumen o recesión. Los mejores ejemplos incluyen el Libro de Kells, que pudo haber sido creado en su totalidad o en parte en Iona, y el Libro de Durrow, que puede ser de Irlanda o Northumbria. Las páginas tapiz son un rasgo característico de los manuscritos insulares, aunque las iniciales historiadas —una invención insular—, las tablas canónicas y las miniaturas figurativas, especialmente los retratos de los evangelistas, también son comunes. La mejor época del estilo fue interrumpida por la destrucción de los centros monásticos y la vida aristocrática de las incursiones vikingas a fines del siglo VIII.
El cristianismo desalentó el entierro de los bienes funerarios por lo que la mayoría de los ejemplos de trabajo de metal insular que sobreviven desde el período cristiano se han encontrado en contextos arqueológicos que sugieren que fueron rápidamente ocultados, perdidos o abandonados. Hay algunas excepciones, notablemente los santuarios portátiles para libros o reliquias, muchos de los cuales han sido de propiedad continua, en su mayoría por iglesias en el continente, aunque el Relicario Monymusk siempre ha estado en Escocia. Las supervivencias de la más alta calidad son joyas seculares, las piezas más grandes y elaboradas, probablemente para hombres, vajillas o altares. Las mejores piezas de la iglesia probablemente fueron hechas por talleres seculares, a menudo unidos a una casa real, aunque otras piezas fueron hechas por talleres monásticos. Hay una serie de broches grandes, cada uno con su diseño individual en detalle, y la mano de obra también es variada. Muchos elementos de los diseños se pueden relacionar directamente con los elementos usados en los manuscritos. Las piedras sobrevivientes usadas en la decoración son semipreciosas, con el ámbar y el cristal de roca entre los más comunes, y algunos granates. Vidrio coloreado, esmalte y millefiori de vidrio, probablemente importado, también se utilizaban. Ninguno de los principales manuscritos insulares, como el Libro de Kells, ha conservado sus elaboradas cubiertas de joyas de metal, pero la evidencia documental indica que estos fueron tan espectaculares como los pocos ejemplos continentales restantes.

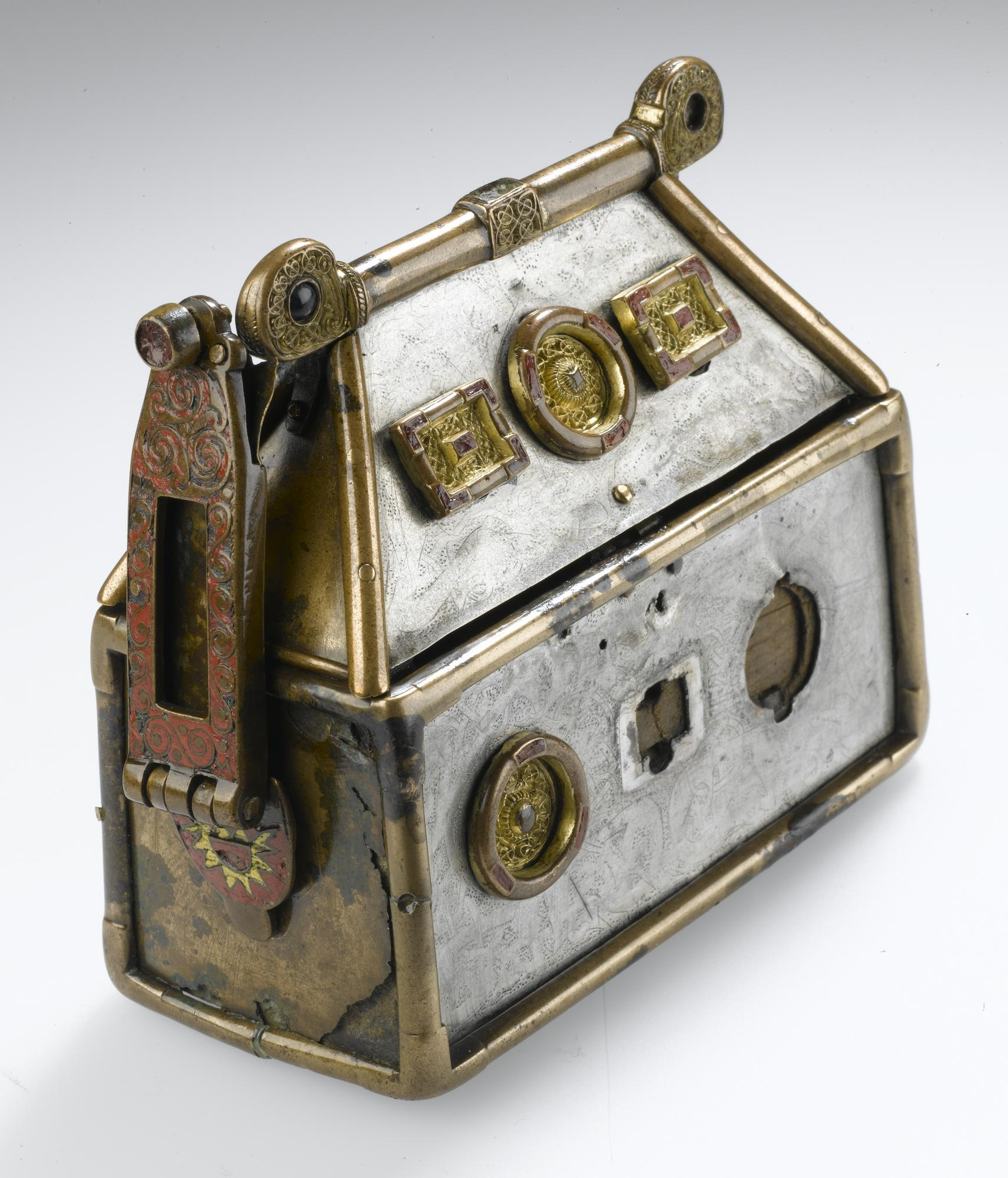
The Relicario Monymusk, circa 750.

Las supervivencias más significativas en la escultura se encuentran en las cruces mayores, grandes cruces de piedra independientes, generalmente talladas en relieve con patrones más o menos comunes, iconografía bíblica y ocasionalmente inscripciones. La tradición puede haber comenzado en Irlanda o Inglaterra anglosajona y luego se extendió a Escocia. Se encuentran a lo largo de las islas británicas y a menudo cuentan con un anillo de piedra alrededor de la intersección, formando una cruz celta, aparentemente una innovación del cristianismo celta, que puede haber comenzado en Iona. La distribución en Escocia es más grande en las Highlands e Islas y se pueden fechar en el período entre 750 y 1150. Todas las cruces supervivientes son de piedra, pero hay indicios de que también existieron grandes cruces de madera. En Escocia, la iconografía bíblica es menos común que en Irlanda, pero el tema del rey David se representa con relativa frecuencia. En la parte oriental se puede ver la influencia de la escultura picta, en áreas de ocupación y asentamiento vikingo, las cruces del siglo X al XII tienen patrones escandinavos distintivos, a menudo mezclados con estilos nativos. Ejemplos importantes del siglo VIII incluyen la Cruz de San Martín en Iona, la Cruz de Kildalton de las Hébridas y la Cruz de Ruthwell anglosajona. A través de la Misión hiberno-escocesa para el continente, el arte insular fue muy influyente en el posterior arte medieval europeo, especialmente los elementos decorativos de los estilos arte románico y gótico.

### Arte de la era vikinga

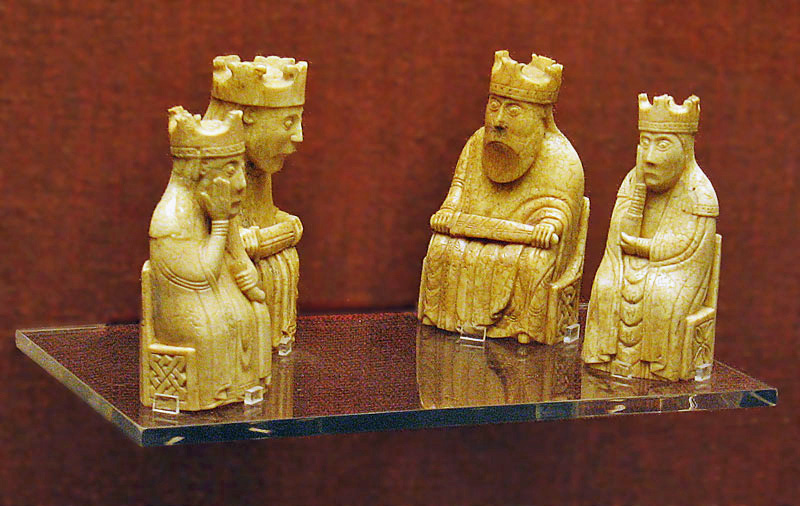
Algunas de las piezas de Ajedrez de la isla de Lewis.

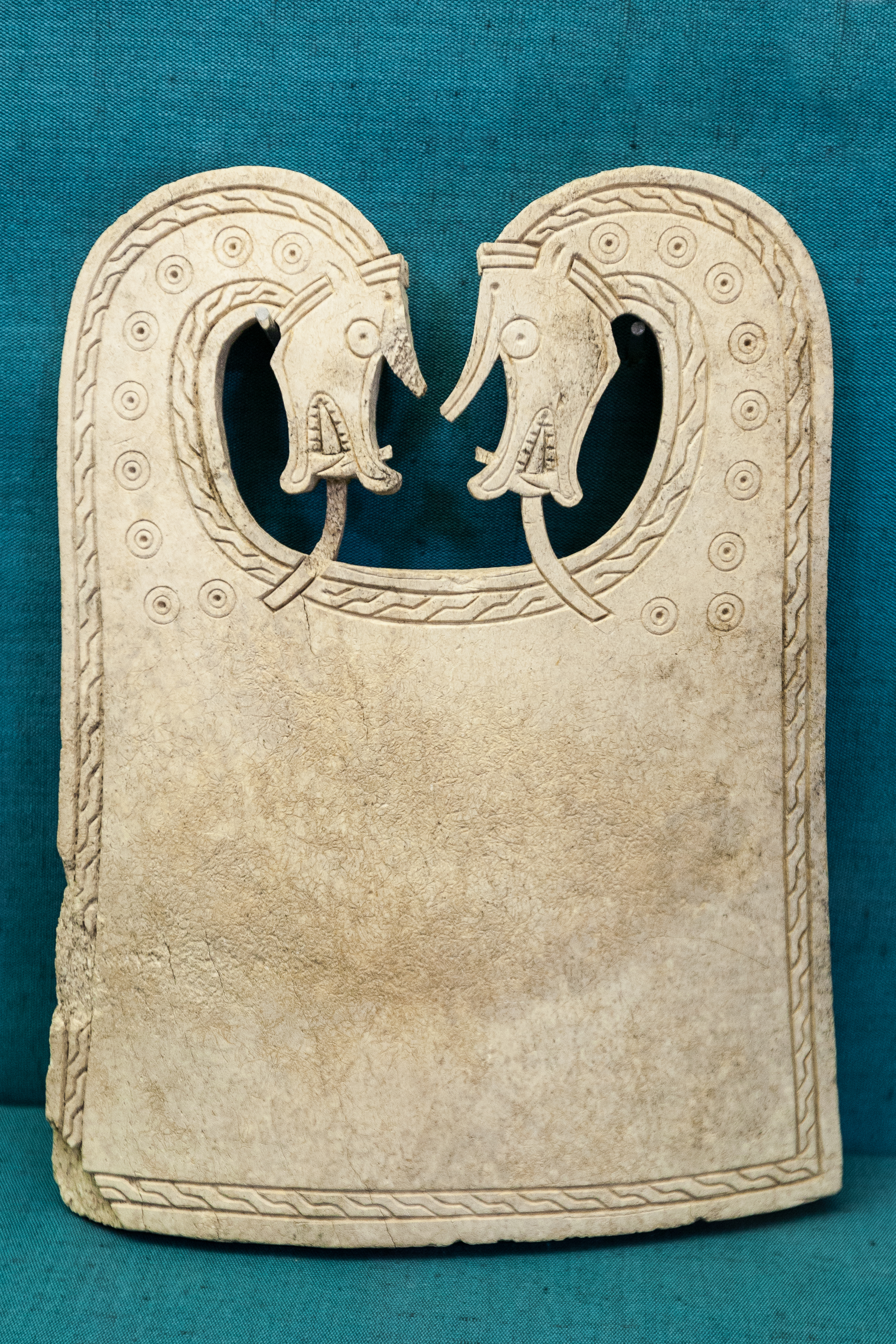
Placa de hueso de ballena encontrada en el barco funerario Scar en las Orcadas en 1991-

El arte vikingo evitó el naturalismo, favoreciendo los motivos estilizados de los animales para crear sus patrones ornamentales. La cinta entrelazada era importante y los motivos vegetales se pusieron de moda en los siglos X y XI. La mayoría de los artefactos escoceses provienen de 130 entierros «paganos» en el norte y oeste desde mediados del noveno hasta mediados del siglo X. Estos incluyen joyas, armas y artículos elaborados ocasionales de alto estatus.
Entre los más impresionantes está el entierro del barco funerario de «Scar Boat», en Orkney, que contenía una elaborada espada, un carcaj con flechas, un broche, un peine de hueso, piezas de juego y la placa «Scar Dragon», hecha de hueso de ballena, la mayoría de los cuales probablemente estaban realizados en Escandinavia. Desde el oeste, otro entierro de barco en Kiloron Bay en Colonsay reveló una espada, escudo, caldero de hierro y escamas esmaltadas, que pueden ser de origen celta. Una combinación de estilos vikingos y celtas se pueden ver en un broche penanular de Pierowall en las Orcadas, que tiene un alfiler con forma del arte picto. Tiene aproximadamente dos pulgadas de diámetro, con restos de dorado, y probablemente albergaba una pieza de ámbar rodeada de cintas entrelazadas. Después de la conversión al cristianismo, desde el siglo X hasta el siglo XII, se esculpieron cruces de piedra y losas en las áreas ocupadas vikingas de las Tierras Altas e Islas con estilos sucesivos de adornos vikingos. Con frecuencia se mezclaban con entrelazado nativo y patrones de animales. Los ejemplos incluyen la losa cruzada del siglo XI de Dóid Mhàiri en la isla de Islay, donde los motivos vegetales a cada lado del eje transversal se basan en el estilo Ringerike del arte vikingo. El hallazgo artístico más famoso de la Escocia moderna, las piezas del Ajedrez de la isla de Lewis, probablemente se hicieron en Trondheim en Noruega, pero contienen alguna decoración que puede haber sido influenciada por los patrones celtas.

## Baja Edad Media

### Arquitectura y escultura

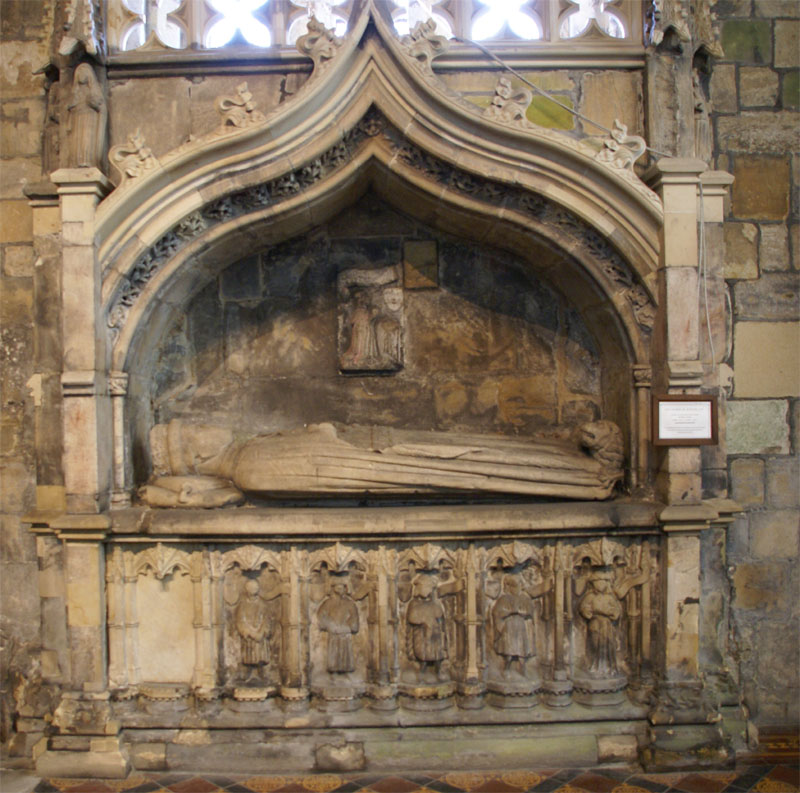
Efigie de Archibald, V conde de Douglas (1390-1439) en St Bride's Church, Douglas (Escocia)

La evidencia arquitectónica sugiere que, si bien el estilo románico alcanzó su punto máximo en gran parte de Europa a finales del siglo XI y principios del XII, todavía estaba llegando a Escocia en la segunda mitad del siglo XII, y revivió a finales del siglo XV, tal vez como una reacción al estilo perpendicular inglés que había llegado a dominar. Gran parte de la mejor obra del arte escocés de la Alta y Media Edad Media fue de naturaleza religiosa o se realizó en metal y madera y no ha sobrevivido al impacto del tiempo y la Reforma. Sin embargo, existen ejemplos de escultura como parte de la arquitectura de la iglesia, que han sobrevivido un pequeño número de objetos elaborados importantes y, para el final del período, hay evidencia de pintura, particularmente el extenso servicio aportado de obras en los Países Bajos y Francia.
Los interiores de las iglesias a menudo estaban más elaborados antes de la Reforma, con casas sacramentales muy decoradas, como las que todavía persisten en Deskford y Kinkell. Las tallas en la Capilla Rosslyn, creadas a mediados del siglo XV, que representan la progresión de los siete pecados capitales, se consideran algunas de las mejores del estilo gótico. [35]Las efigies monumentales comenzaron a aparecer en las iglesias desde el siglo XIII y por lo general estaban totalmente policromadas y doradas. Muchos fueron fundadores y patrocinadores de iglesias y capillas, incluidos miembros del clero, caballeros y con frecuencia sus esposas. En contraste con Inglaterra, donde la moda de los monumentos tallados en piedra dio paso a los grabados de bronce, continuaron produciéndose hasta el final del período medieval con el grupo más grande que data del siglo XV, incluyendo las muy elaboradas tumbas de la familia Douglas en la ciudad de Douglas. Algunas veces se emplearon los mejores artistas continentales, en cuanto a la tumba de Roberto I de Escocia en la abadía de Dunfermline, que fue hecha durante su vida por el escultor parisino Thomas de Chartres, pero de la cual únicamente quedan algunos fragmentos. El mayor grupo de esculturas de este período proviene de las Tierras Altas del Oeste, comenzando en el siglo XIV en Iona bajo el patrocinio del Señorío de las Islas y continuando hasta la Reforma. Los motivos comunes eran barcos, espadas, arpas y tracería de hojas de vid románica con elementos celtas.

### Artes decorativas

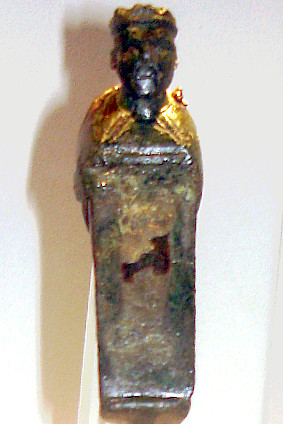
Del imagen con el busto de un rey y con hueco para una reliquia.

Las sobrevivencias de accesorios y objetos de la iglesia Medieval tardía en Escocia son excepcionalmente raras incluso en comparación con las de áreas cercanas como Inglaterra o Noruega, probablemente debido a la minuciosidad de su destrucción en la Reforma Escocesa. La élite y la iglesia escocesas participaban en una cultura que se extendía por toda Europa y se importaban muchos objetos que sobreviven, como los esmaltes de Limoges. A menudo es difícil decidir el país de creación de otros, ya que el trabajo en estilos internacionales se produjo en Escocia, junto con piezas que conservan estilos locales más distintivos.
Dos pequeños cofres seculares con paneles de hueso de ballena tallados y herrajes de metal ilustran algunos aspectos de las artes escocesas. Los cofres Eglington y Fife son muy similares y probablemente fueron hechos por el mismo taller alrededor de 1500, como cajas para objetos de valor, por ejemplo, joyas o documentos. La forma general de los cofres sigue ejemplos franceses, y las cerraduras y bandas metálicas están decoradas en estilo gótico con «decoraciones simples de florones y de ova y dardo degradados» mientras que los paneles de hueso de ballena están tallados en relieve con una forma característica de correa entrelazada insular de finales debla época medieval de Escocia.
Los ejemplos clave de la artesanía nativa en los artículos incluyen el Bute mazer, el primer vaso de este tipo que se conserva, hecho de madera de arce y con una elaborada ornamentación de plata dorada, que data de alrededor de 1320. El Cuerno de Savernake probablemente fue hecho para el conde de Moray en el siglo XIV y saqueado por los ingleses a mediados del siglo XVI. Algunos relicarios significativos sobreviven desde el oeste de Escocia, ejemplos del hábito de la iglesia celta de tratar las posesiones de los huesos de los santos como reliquias. Como en los ejemplos irlandeses, estos fueron en parte reelaborados y elaborados a intervalos durante un largo período. Estos son el Crozier de St Fillan y su "Coigreach" o relicario, entre ellos con elementos de cada siglo desde el siglo XI al XV, el Santuario de la Campana de Guthrie, Iona, del siglo XII al XV, y el Santuario de Campanas Glass Kilmichael, Argyll, a mediados del siglo XII. La pieza de Skye Chess es una sola pieza elaborada en marfil de morsa tallado, con dos guerreros que llevan escudos heráldicos en un marco de vegetación calada. Se cree que es escocés, de mediados del siglo XIII, con aspectos similares a las piezas inglesas y noruegas.
Uno de los grupos más grandes de obras de arte sobrevivientes son las matrices de sellos que parecen haber entrado en uso escocés con el feudalismo en el reinado de David I, comenzando en la corte real y entre sus vasallos anglo-normandos y luego alrededor de 1250 empezaron a extenderse en las áreas gaélicas del país. Serían obligatorios para los barones del rey en un estatuto de 1401, y las matrices de focas muestran niveles muy altos de habilidad y arte. Ejemplos de artículos que probablemente fueron obra de artistas continentales incluyen la delicada lámpara colgante en St.John's Kirk en Perth, las vestiduras y colgaduras en Holyrood, y las mazas medievales de las Universidades de St Andrews y Glasgow.

### Iluminación y pintura

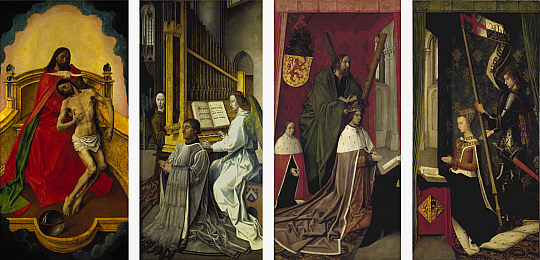
El Altar de la Trinidad, atribuido al artista flamenco Hugo van der Goes para el Trinity College Kirk en Edimburgo, Escocia, a fines del.

La iluminación de los manuscritos continuó hasta finales de la Edad Media, pasando de evangelios elaborados a documentos y cartas, como la que confirma los derechos de la Abadía de Kelso desde 1159. Sobreviven muy pocas pinturas de las iglesias escocesas. Únicamente hay una pintura del Juicio Final sobreviviente en Escocia, en Guthrie cerca de Arbroath, que pudo haber sido pintada por el mismo artista que la elaborada crucifixión y otras pinturas en Foulis Easter, a dieciocho millas de distancia. Al igual que en Inglaterra, la monarquía pudo haber tenido retratos modelo de la realeza utilizados para copias y reproducciones, pero las versiones de retratos reales nativos que sobreviven son generalmente toscas según los estándares continentales.
Mucho más impresionantes son las obras o artistas importados del continente, particularmente de los Países Bajos, generalmente considerados el centro de la pintura en el Renacimiento nórdico. Los productos de estas conexiones incluyen un bello retrato de William Elphinstone , obispo de Aberdeen (1488-1514); las imágenes de Santa Catalina y San Juan las llevaron a la ciudad de Dunkeld; El retablo de Hugo van der Goes para la Trinity College Church en Edimburgo, comisionado por Jacobo III de Escocia; y el trabajo que da nombre al maestro flamenco de Jacobo IV de Escocia. También hay un número relativamente grande de libros devocionales elaborados de finales del siglo XV y principios del XVI, generalmente producidos en los Países Bajos y Francia para los mecenas escoceses, incluido el libro de oraciones encargado por Robert Blackadder, obispo de Glasgow, entre 1484 y 1492, y el libro de horas ilustrado flamenco, conocido como las Horas de Jacobo IV de Escocia, entregado por Jacobo IV a Margarita Tudor y descrito como «quizás el mejor manuscrito medieval que haya sido encargado para uso escocés».